# Protypophaemyia townsendi
Protypophaemyia townsendi är en tvåvingeart som beskrevs av Blanchard 1963. Protypophaemyia townsendi ingår i släktet Protypophaemyia och familjen parasitflugor. Inga underarter finns listade i Catalogue of Life.